# Kanton Saissac
Kanton Saissac (fr. Canton de Saissac) je francouzský kanton v departementu Aude v regionu Languedoc-Roussillon. Skládá se z osmi obcí.

## Obce kantonu
- Lacombe
- Laprade
- Brousses-et-Villaret
- Cuxac-Cabardès
- Fontiers-Cabardès
- Fraisse-Cabardès
- Saissac
- Saint-Denis